# Catedral de Frankfurt

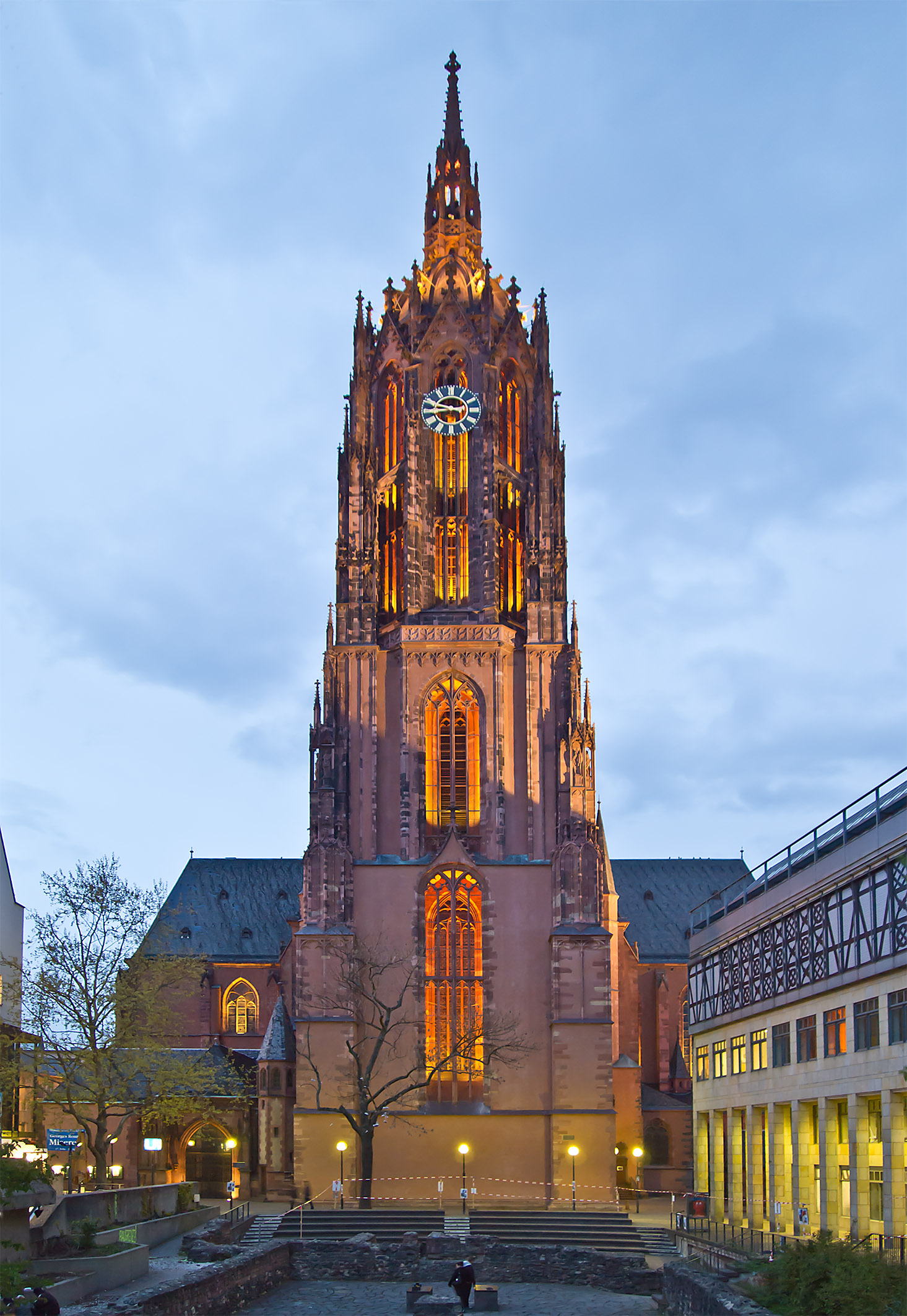
Catedral de Frankfurt.

Catedral de Frankfurt (em alemão:  Frankfurter Dom), oficialmente Catedral Imperial de São Bartolomeu (em alemão:  Kaiserdom Sankt Bartholomäus) é uma igreja gótica católica romana localizada no centro de Frankfurt am Main, na Alemanha. É dedicada a São Bartolomeu.
É o maior edifício religioso da cidade e uma antiga igreja colegiada. Apesar do seu nome comum, nunca foi uma verdadeira catedral (visão episcopal), mas é chamada de Kaiserdom (uma "grande igreja imperial" ou "catedral imperial") ou simplesmente o Dom devido à sua importância como igreja de coroação do Sacro Império Romano-Germânico. Como um dos principais edifícios da história do Império, foi um símbolo de unidade nacional, especialmente no século XIX.
O prédio da igreja atual é a terceira igreja no mesmo local. Desde o final do século XIX, as escavações revelaram edifícios que remontam ao século VII. A história está intimamente ligada à história geral de Frankfurt e da cidade velha porque a catedral teve um papel associado como homólogo religioso do Palácio Real de Frankfurt.